# Thomas Taylor (botánico)
Prof. Dr. Thomas Taylor (1775 - 1848) fue un botánico, briólogo, y micólogo irlandés.

## Biografía
Thomas Taylor, aborigen de las Indias Orientales, hijo mayor de Joseph Irwin Taylor, coronel en el ejército de la India. Fue educado en el Trinity College, Dublin, graduándose B.A. en 1807, M.B. y M.D. en 1814. Fue elegido después, miembro del "Colegio Real de Médicos" (King and Queen's College of Physicians), y durante su residencia en Dublín actuó como médico del "Hospital Sir Patrick Dun".
Fue profesor de botánica e historia natural en la "Real Institución Científica Cork" el tiempo que duró esa institución, y luego se retiró a Dunkerron, Kenmare. Allí sus conocimientos médicos y su pecunio, eran utilizadas libremente por sus vecinos más pobres durante la penosa hambruna del invierno de 1847-1848, y murió tempranamente en febrero de 1848. Sus investigaciones botánicas fueron principalmente en musgos, hepáticas y líquenes.
Además de Muscologia Britannica, publicada en conjunto con Sir William Jackson Hooker en 1818 (con una 2ª ed. en 1827), escribió mucho acerca de materia criptogámica para la Flora Antarctica de Joseph Dalton Hooker, y se acreditó con veintitrés artículos, cuatro escritos en relación con aquel botánico; incluyendo una importante memoria: De Marchanteis, en Transactions de la Sociedad Linneana, y contribuciones a Transactions de la Sociedad Botánica de Edimburgo, en Phytologist, Hooker's Journal of Botany, Annals and Magazine of Natural History.
Su herbario de más de ocho mil hojas de especímenes, y sus dibujos fueron comprados, tras su muerte, por John Amory Lowell de Boston, Mass., y presentado por él a la "Sociedad Bostoniana de Historia Natural.

## Reconocimientos
- Miembro electo de la Sociedad Linneana de Londres, 1814.
- Miembro honorario de la Royal Irish Academy.

## Eponimia
Su nombre es conmemorado por Sir William Hooker en el género Tayloria perteneciente a los musgos.